# Arctapodema antarctica
Arctapodema antarctica är en nässeldjursart som först beskrevs av Ernst Vanhöffen 1912.  Arctapodema antarctica ingår i släktet Arctapodema och familjen Rhopalonematidae.
Artens utbredningsområde är Södra Ishavet. Inga underarter finns listade i Catalogue of Life.